# Stéphanie Possamaï
Stéphanie Possamaï (Burdeos, 30 de julio de 1980) es una deportista francesa que compitió en judo.
Participó en los Juegos Olímpicos de Pekín 2008, obteniendo una medalla de bronce en la categoría de –78 kg. Ganó una medalla de bronce en el Campeonato Mundial de Judo de 2007 y una medalla de oro en el Campeonato Europeo de Judo de 2007.

## Palmarés internacional
| Juegos Olímpicos   | Juegos Olímpicos        | Juegos Olímpicos  | Juegos Olímpicos |
| Año                | Lugar                   | Medalla           | Categoría        |
| ------------------ | ----------------------- | ----------------- | ---------------- |
| 2008               | Pekín (China)           | Medalla de bronce | –78 kg           |
| Campeonato Mundial |                         |                   |                  |
| Año                | Lugar                   | Medalla           | Categoría        |
| 2007               | Río de Janeiro (Brasil) | Medalla de bronce | –78 kg           |
| Campeonato Europeo |                         |                   |                  |
| Año                | Lugar                   | Medalla           | Categoría        |
| 2007               | Belgrado (Serbia)       | Medalla de oro    | –78 kg           |